# ブラッド・オブ・ザ・ネイションズ
『ブラッド・オブ・ザ・ネイションズ』（Blood of the Nations）は、ドイツのヘヴィメタル・バンド、アクセプトが2010年に発表した12作目のスタジオ・アルバム。『プレデター』（1996年）以来14年振りのスタジオ・アルバムで、本作より元T.T.クイックのマーク・トーニロが加入した。

## 背景
2009年、オリジナル・メンバーのピーター・バルテスはアメリカのニュージャージー州に住んでおり、バルテスが使っていたスタジオのオーナーの紹介によりマーク・トーニロと知り合った。そしてバルテス、トーニロ、ウルフ・ホフマンの3人はアクセプトの曲をジャム・セッションしたことがきっかけで意気投合し、トーニロを迎えた新ラインナップによる再結成が正式に発表された。ホフマンは、初めてトーニロの歌を聴いた時のことを「マークが歌い始めた瞬間、俺達は顔を見合わせて、まさにあり得ないことが起きていると実感した。俺達はアクセプトの新しい声を見つけたんだ!」と振り返っている。
2009年11月、アンディ・スニープをプロデューサーに起用してレコーディングに入ったことが報じられた。ホフマンは『Goldmine』誌のインタビューで、スニープについて「彼は今のメタルを知っている。本当によく知っている。でも同時に、彼はアクセプトを聴いて育ってきたから、選曲について明確なアイディアを持っていた」と語っている。
バンドは2010年4月にニュークリア・ブラストとの契約を得た。同社のマネージャーのAndy Siryは「ニュークリア・ブラストの従業員達は"Restless & Wild"、"Breaker"、"Balls to the Wall"といった曲を聴いて育った。これは我々にとって光栄なことだ」とコメントしている。

## リリース
2010年5月5日、デイヴ・ブラスの監督による「チュートニック・テラー」のミュージック・ビデオがMyspaceで公開された。5月8日にはニューヨークで新ラインナップによる初のライヴが行われ、当日のセットリストには新曲の「ジ・アビス」と「チュートニック・テラー」も含まれていた。
そして8月20日、12曲入りの通常盤CDに加えて、ボーナス・トラックの「タイム・マシン」を7曲目に収録したデジパック盤もリリースされた。また、ユニバーサル・インターナショナルから9月1日に発売された日本盤SHM-CDは、「タイム・マシン」及び「ランド・オブ・ザ・フリー」が追加された14曲入りとなっている。

## 反響・評価
ドイツのアルバム・チャートでは4位に達し、『ロシアン・ルーレット』（1986年）以来となる自身2度目のトップ10入りを果たした。スウェーデンのアルバム・チャートでは初登場7位となり、やはり『ロシアン・ルーレット』以来のトップ10入りを果たす。アメリカのBillboard 200では187位に達し、『イート・ザ・ヒート』（1989年）以来21年振りに全米トップ200入りした。また、『ビルボード』のハード・ロック・アルバム・チャートでは19位、インディペンデント・アルバム・チャートでは41位に達した。
Greg Pratoはオールミュージックにおいて5点満点中3.5点を付け「音楽的には、間違いなく'80年代初期から中期の黄金時代に匹敵するアルバムを作り上げた」「ボーカルについては、ウド・ダークシュナイダー在籍時のアクセプトも聴いたことのある者、とりわけ長年のファンであれば慣れるのに幾らか時間がかかるかもしれないが、しっかり聴けば、トーニロは間違いなく立派な後継者だということが分かるだろう」と評している。また、Scott AlisogluはBlabbermouth.netにおいて10点満点中8.5点を付け「アンディ・スニープの驚異的な録音処理を伴いアップデートを果たした伝統的なアクセプト」と評している。

## 収録曲
特記なき楽曲はピーター・バルテス、ウルフ・ホフマン、マーク・トーニロの共作。7.はボーナス・トラック。
1. ビート・ザ・バスタード "Beat the Bastards" – 5:24
2. チュートニック・テラー "Teutonic Terror" (Peter Baltes, Wolf Hoffmann, Mark Tornillo, Melo Mafari) – 5:13
3. ジ・アビス "The Abyss" – 6:53
4. ブラッド・オブ・ザ・ネイションズ "Blood of the Nations" – 5:37
5. シェイズ・オブ・デス "Shades of Death" (P. Baltes, W. Hoffmann, M. Tornillo, M. Mafari) – 7:32
6. ロックド・アンド・ローデッド "Locked and Loaded" – 4:28
7. タイム・マシン "Time Machine" – 5:24
8. キル・ザ・ペイン "Kill the Pain" – 5:47
9. ローリング・サンダー "Rolling Thunder" (M. Tornillo, Herman Frank) – 4:54
10. パンデミック "Pandemic" – 5:36
11. ニュー・ワールド・カミン "New World Comin'" – 4:50
12. ノー・シェルター "No Shelter" – 6:04
13. バケット・フル・オブ・ヘイト "Bucket Full of Hate" – 5:12

### 日本盤ボーナス・トラック
1. ランド・オブ・ザ・フリー "Land of the Free" – 4:51

## 参加ミュージシャン
- マーク・トーニロ - ボーカル、
- ウルフ・ホフマン - ギター
- ハーマン・フランク - ギター
- ピーター・バルテス - ベース
- ステファン・シュヴァルツマン - ドラムス

アディショナル・ミュージシャン
- メロ・マファリ - ストリングス・アレンジ(on #5, #8)